# Tolmács
Tolmács ist eine ungarische Gemeinde im Kreis Rétság im Komitat  Nógrád. Sie liegt ungefähr zwei Kilometer westlich von Rétság.

## Gemeindepartnerschaft
- Fitod, Rumänien, seit 2009

## Sehenswürdigkeiten
- Römisch-katholische Kirche Szent Lőrinc, erbaut 1851–1854
- Kalvarienberg
- Landhaus Szentiványi (Szentiványi kúria), erbaut im 18. Jahrhundert
- Alte Weinkeller

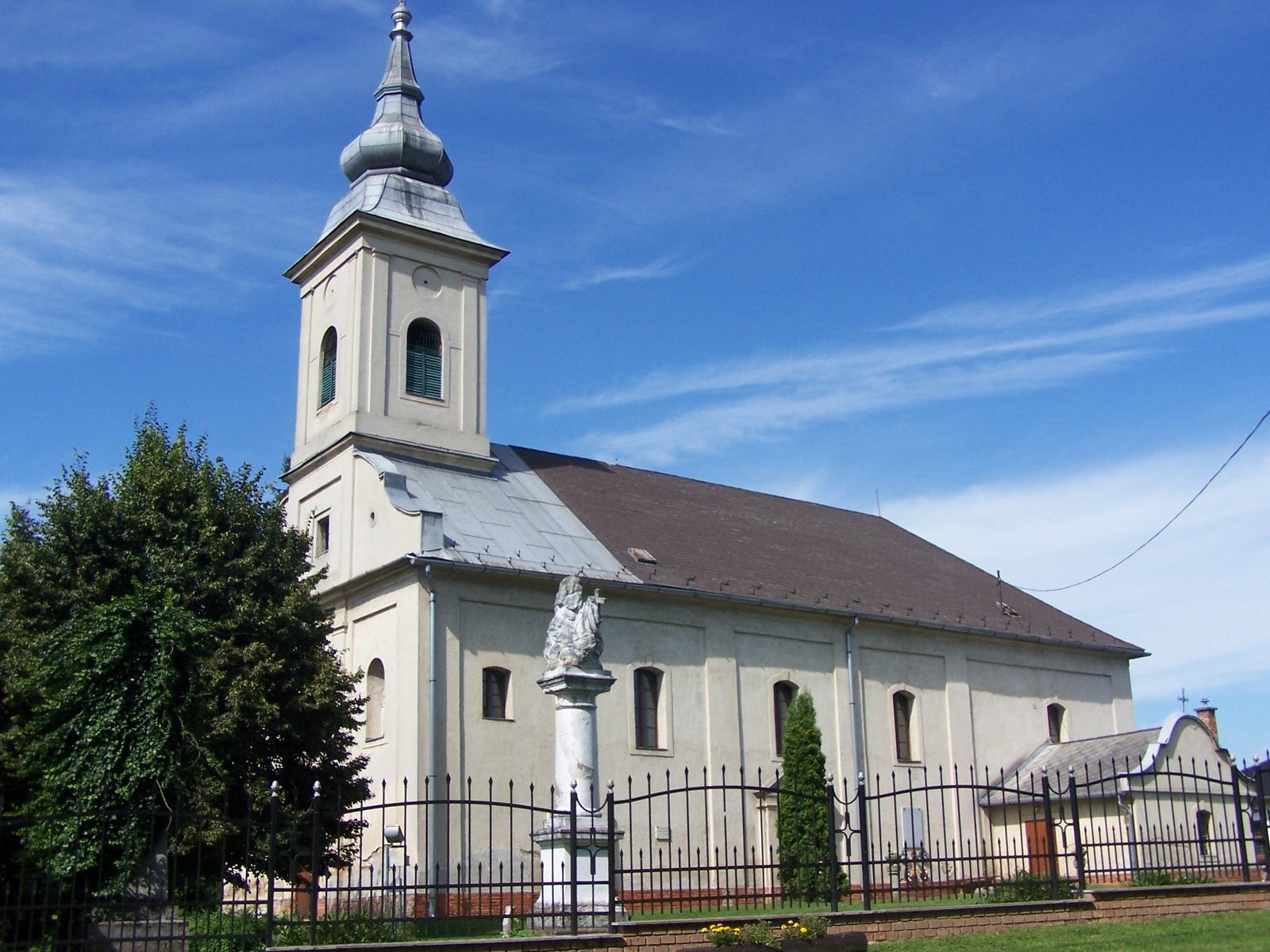
Römisch-katholische Kirche Szent Lőrinc
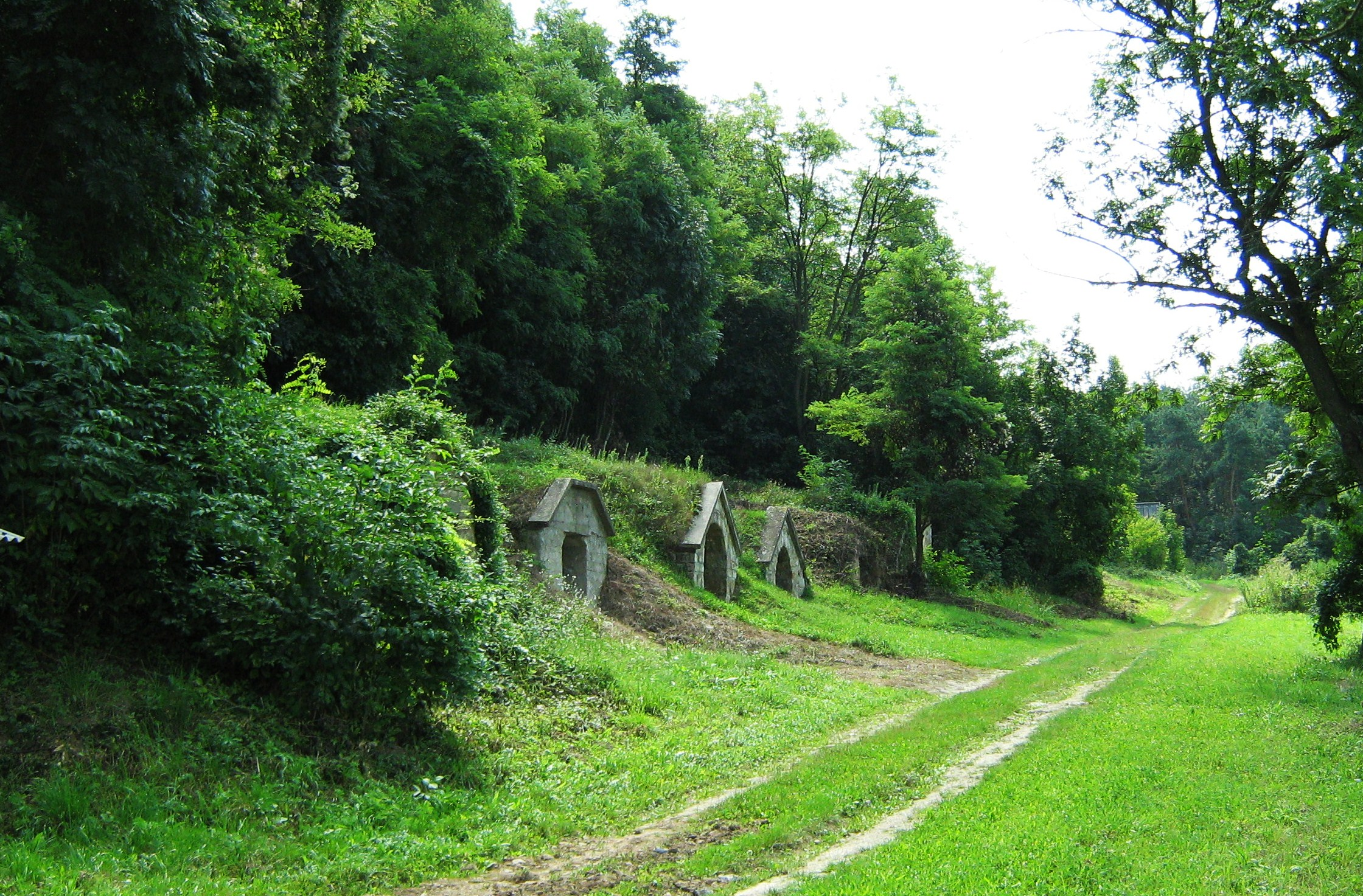
Alte Weinkeller
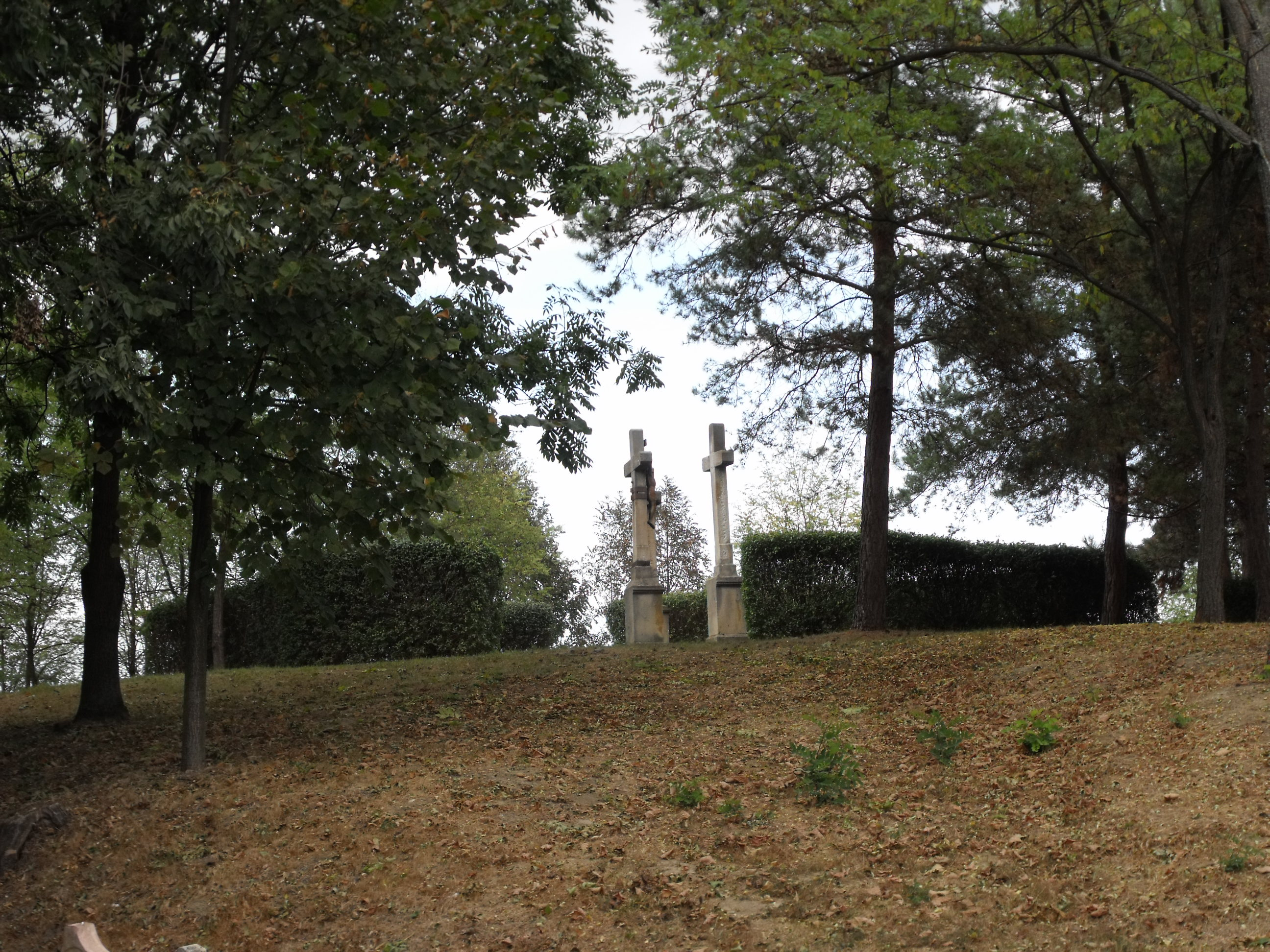
Kalvarienberg
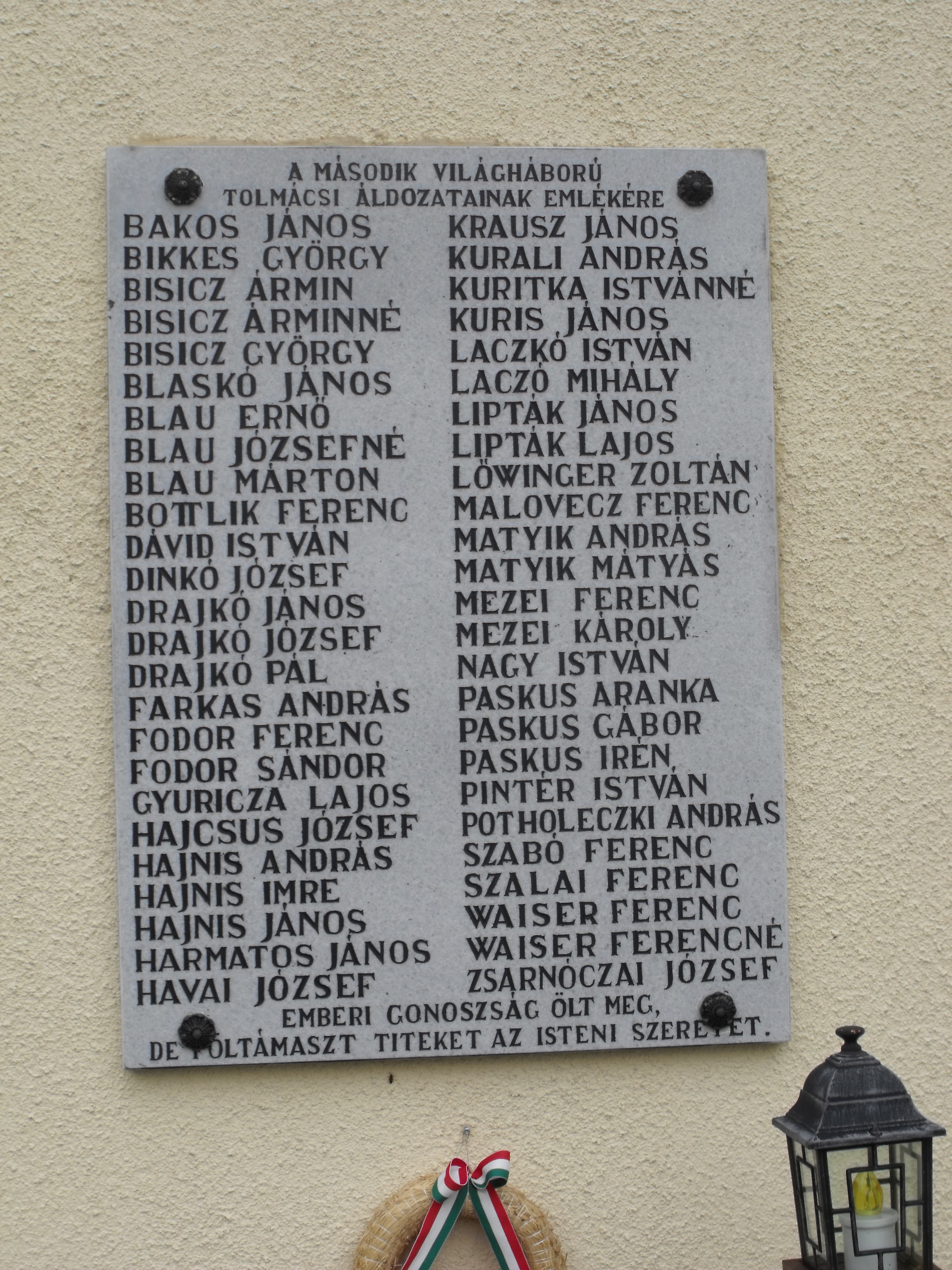
Gedenktafel für die Opfer des 2. Weltkriegs

## Verkehr
Durch Tolmács verläuft die Nebenstraße Nr. 12121. Die Gemeinde liegt an der Bahnstrecke Diósjenő-Romhány. Der Personenverkehr auf dieser Strecke wurde jedoch im Jahr 2007 eingestellt, so dass Reisende den etwa sechs Kilometer westlich gelegenen Bahnhof in Diósjenő nutzen müssen.